# Jack Steinberger
Jack Steinberger (25 tháng 5 năm 1921 – 12 tháng 12 năm 2020) là nhà vật lý học người Mỹ gốc Đức nghiên cứu về các hạt neutrino, loại hạt hạ nguyên tử cơ bản của vật chất. Ông được trao giải Nobel Vật lý năm 1988, cùng với Leon M. Lederman và Melvin Schwartz, cho khám phá của họ về neutrino muon. Trong toàn bộ sự nghiệp như là một nhà vật lý hạt, ông từng làm việc tại các trường đại học California, Berkeley, đại học Columbia (1950–68), và trung tâm nghiên cứu CERN (1968–86). Ông cũng được trao Huân chương Khoa học Quốc gia Hoa Kỳ năm 1988, và Huy chương Matteucci từ viện hàn lâm khoa học Italia năm 1990.

## Tuổi trẻ và giáo dục
Hans Jakob Steinberger sinh tại thành phố Bad Kissingen ở bang Bavaria, Đức, vào ngày 25 tháng 5 năm 1921. Với sự phát triển của chủ nghĩa phát xít ở Đức và phong trào bài Do Thái, bố mẹ ông, Ludwig Lazarus (một giáo viên tôn giáo và chỉ huy ca đoàn) và Berta May Steinberger, phải chuẩn bị để gửi các con ra nước ngoài.
Steinberger đến Hoa Kỳ lúc 13 tuổi, trên chuyến tàu vượt Đại Tây Dương cùng với em trai Herbert. Các hội từ thiện của người Do Thái ở Mỹ đã bố trí Barnett Farroll chăm sóc ông như là một đứa con nuôi. Steinberger học ở trường trung học thị trấn New Trier tại Winnetka, Illinois. Ông đoàn tụ với bố mẹ và em trai mình vào năm 1938.
Steinberger học hóa kỹ thuật tại Viện công nghệ Armour (ngày nay là Học viện công nghệ Illinois) nhưng không hoàn thành khi chương trình học bổng của ông hết hạn và ảnh hưởng bởi thu nhập của gia đình. Ông nhận bằng cử nhân hóa học tại đại học Chicago năm 1942. Sau tốt nghiệp, ông gia nhập bộ tư lệnh thông tin Mỹ trong một nhóm ở trường MIT. Với sự giúp đỡ của G.I. Bill, ông trở lại tiếp tục học cao học tại đại học Chicago năm 1946, dưới sự hướng dẫn của Edward Teller và Enrico Fermi. Luận án tiến sĩ của ông nghiên cứu về phổ năng lượng của các electron phát ra trong quá trình phân rã của hạt muon; kết luận từ luận án của ông chỉ ra rằng sự phân rã này phát ra ba hạt, hàm ý sự có mặt của hai hạt trung hòa sau phân rã (về sau được biết đến là các neutrino electron ({\displaystyle \nu _{e}}) và neutrino muon ({\displaystyle \nu _{\mu }})) hơn là chỉ có một hạt.

## Sự nghiệp

### Nghiên cứu ban đầu
Sau khi nhận bằng tiến sĩ, Steinberger đến viện Nghiên cứu Cao cấp Princeton ở Princeton trong vòng một năm. Năm 1949 ông công bố kết quả tính thời gian sống của hạt pion trung tính có kể đến tác động của các dị thường trong lý thuyết trường lượng tử.
Rời viện Princeton, năm 1949, Steinberger đến phòng thí nghiệm Bức xạ thuộc đại học California tại Berkeley, nơi ông thực hiện một thí nghiệm nhằm chứng minh sản phẩm của sự phân rã các pion trung tính thành các cặp photon. Thí nghiệm này dựa trên máy synchrotron 330 MeV và các bộ đếm nhấp nháy mới được phát minh. Mặc dù đạt được thành tựu này cùng các kết quả khác, ông vẫn bị yêu cầu rời khỏi phòng thí nghiệm Bức xạ tại Berkeley vào năm 1950, do ông đã từ chối ký vào cam kết không tham gia đảng cộng sản.
Steinberger gia nhập trường đại học Columbia năm 1950. Thiết bị phát chùm hạt meson mới được triển khai tại phòng thí nghiệm Nevis đã đem đến cho các nhà nghiên cứu tại đây công cụ để thực hiện một số thí nghiệm quan trọng. Các phép đo tiết diện tán xạ của sản phẩm va chạm các hạt pion lên nhiều hạt nhân khác nhau chứng tỏ pion có tính lẻ. Phép đo trực tiếp sản phẩm của pion va chạm lên bia hydro lỏng, khi ấy không phải là công cụ phổ biến, đã cung cấp dữ liệu cần thiết để chứng tỏ pion có spin zero. Bia này cũng được sử dụng để quan sát sự phân rã tương đối hiếm của các hạt pion trung tính thành một photon, một electron, và một positron. Một thí nghiệm liên quan đã đo được sự chênh lệch khối lượng giữa các pion mang điện và pion trung tính dựa trên tương quan góc lệch giữa các pion trung tính được sinh ra từ sự va chạm của pion mang điện âm với proton trong hydro lỏng. Các thí nghiệm quan trọng khác của ông nghiên cứu tương quan góc giữa các cặp electron–positron sinh ra từ phân rã pion trung tính, và thiết lập thí nghiệm nghiên cứu sự phân rã hiếm của pion mang điện thành một electron và một neutrino mà đòi hỏi sử dụng buồng bọt hydro lỏng.

### Khảo cứu các hạt lạ
Trong giai đoạn 1954–1955, Steinberger tham gia vào phát triển buồng bọt (bubble chamber) khi xây dựng một thiết bị đường kính 15 cm để sử dụng với máy gia tốc Cosmotron tại phòng thí nghiệm Quốc gia Brookhaven. Thí nghiệm sử dụng một chùm pion để tạo ra các cặp hadron chứa quark lạ nhằm giải đáp các bí ẩn liên quan đến các tính chất sinh và phân rã của các hạt này. Năm 1956, ông sử dụng một buồng bọt 30 cm với ba camera quan sát và đã phát hiện ra hạt hyperon Sigma cũng như đo được khối lượng của nó. Đây là một quan sát quan trọng cho việc xác nhận sự tồn tại của đối xứng hương SU(3) cần thiết cho việc tiên đoán sự tồn tại của quark lạ.
Một đặc trưng quan trọng của tương tác yếu là sự vi phạm đối xứng chẵn lẻ. Tính chất này được thiết lập thông qua phép đo các đặc điểm spin và chẵn lẻ của nhiều hạt hyperon. Steinberger và các cộng sự đã đóng góp cho một số phép đo quan trọng này bằng cách sử dụng buồng bọt hydro lỏng đường kính lớn (75 cm) và các chùm hadron khác nhau tại Brookhaven. Ví dụ nhự phép đo sự phân bố khối lượng bất biến của cặp electron–positron sinh ra từ sự phân rã của hạt hyperon Sigma-zero thành hạt hyperon Lambda-zero.

### Neutrino và dòng trung hòa yếu
Trong thập niên 1960, sự tập trung nghiên cứu tương tác yếu được dịch chuyển từ các hạt lạ sang neutrino. Leon Lederman, Steinberger và Schwartz xây dựng các buồng chớp lớn ở phòng thí nghiệm Nevis và sử dụng chúng năm 1961 để thu thập các neutrino sản sinh ra cùng với muon trong quá trình phân rã của các hạt pion và kaon mang điện. Họ sử dụng thiết bị Alternating Gradient Synchrotron (AGS) ở Brookhaven, và đã thu được một số sự kiện thuyết phục trong đó muon được sinh ra không cùng với electron. Kết quả này, nhờ đó mà họ được trao giải Nobel năm 1988, chứng tỏ sự tồn tại của một loại hạt đi cùng với hạt muon, khác với loại hạt neutrino sinh ra trong phân rã beta.

### Nghiên cứu vi phạm CP
Manh mối của vi phạm đối xứng CP (gồm đối xứng liên hợp điện tích (charge conjugation) C và tính chẵn lẻ hay đối xứng gương P) được phát hiện từ việc quan sát hệ hạt kaon trung hòa vào năm 1964. Steinberger nhận ra rằng tham số lý thuyết epsilon (ε) đặc trưng cho mức độ vi phạm CP có thể được đo trong các thí nghiệm giao thoa (Xem vi phạm CP). Cùng hợp tác với Carlo Rubbia, ông đã thực hiện một thí nghiệm trong lần đến CERN vào năm 1965 nhằm chứng minh mạnh mẽ hiệu ứng giao thoa như kỳ vọng, và cũng đo được chính xác sự chênh lệch khối lượng giữa các hạt kaon trung hòa có thời gian sống ngắn và thời gian sống dài.
Trở lại Hoa Kỳ, Steinberger thực hiện một thí nghiệm ở Brookhaven nhằm quan sát vi phạm CP trong quá trình phân rã bán lepton của các hạt kaon trung hòa. Đối xứng điện tích có liên hệ trực tiếp đến tham số mà đã được đo một cách chính xác. Thí nghiệm của ông cũng cho phép suy luận ra pha của epsilon, và xác nhận rằng đối xứng CPT là một đối xứng cơ bản trong tự nhiên.

### CERN
Năm 1968, Steinberger rời đại học Columbia và được mời làm giám đốc một nhóm nghiên cứu ở CERN. Tại đây ông thực hiện một thí nghiệm áp dụng thiết bị buồng đa sợi tỷ lệ (multi-wire proportional chambers, MWPC) mà mới được phát minh bởi Georges Charpak. Thiết bị MWPC, được hỗ trợ bởi các bộ khuếch đại vi điện tử, cho phép ghi lại các sự kiện hạt va chạm trên phạm vi diện tích rộng hơn. Nhờ đó thu được một số kết quả về các hạt kaon trung hòa và được công bố trong thập niên 1970, bao gồm quan sát sự phân rã hiếm của kaon trung hòa thành cặp muon, thời gian phân rã của bán lepton phụ thuộc vào sự bất đối xứng, và đo lường chính xác chênh lệch khối lượng giữa các loại hạt kaon trung hòa. Một kỷ nguyên mới trong kỹ thuật thực nghiệm vật lý hạt đã được mở ra.
Những kỹ thuật mới này đóng góp vai tròn quan trọng trong việc chứng minh trực tiếp sự vi phạm đối xứng CP. Thí nghiệm NA31 tại CERN được xây dựng đầu thập niên 1980 sử dụng máy gia tốc đồng bộ proton 400 GeV. Được trang bị một nhóm các thiết bị MWPC và máy đo trạng thái nhiệt hadron (hadron calorimeter), đây là một máy đo trạng thái nhiệt điện từ chứa argon lỏng với độ phân giải năng lượng và kích thước chính xác cao. NA31 đã chỉ ra trực tiếp sự vi phạm đối xứng CP là có thật.
Steinberger tham gia vào thí nghiệm ALEPH tại máy va chạm lớn electron–positron (LEP) với vai trò là người công bố thông tin chính thức của dự án. Một trong những thành tự ban đầu của thí nghiệm ALEPH đó là đo lường chính xác số lượng các họ hạt lepton và quark của Mô hình chuẩn thông qua việc đo sự phân rã của boson Z.
Ông nghỉ hưu tại CERN vào năm 1986, và trở thành giáo sư tại đại học Scuola Normale Superiore di Pisa ở Ý. Ông vẫn tham gia các hoạt động nghiên cứu tại phòng thí nghiệm của CERN trong các lần đến thăm vào thập niên 1990.

### Giải Nobel Vật lý
Steinberger được trao Giải Nobel vật lý năm 1988, "cho phương pháp chùm neutrino và chứng tỏ cấu trúc bộ đôi của lepton thông qua sự khám phá ra neutrino muon". Ông nhận giải cùng với Leon M. Lederman và Melvin Schwartz; tại thời gian nghiên cứu về chủ đề này, cả ba người đều là các nhà vật lý thực nghiệm tại đại học Columbia.
Thí nghiệm sử dụng chùm hạt pion mang điện sản sinh từ máy gia tốc Alternating Gradient Synchrotron tại phòng thí nghiệm quốc gia Brookhaven. Các pion phân rã thành các muon được phát hiện phía trước một bức tường thép; hạt neutrino được đo tại buồng ảnh nhấp nháy đặt phía sau bức tường này. Sự xuất hiện của muon và neutrino trong cùng một sự kiện chứng tỏ tồn tại một loại hạt neutrino thứ hai được tạo ra đi kèm với muon. Các thí nghiệm sau đó đã chứng minh hạt neutrino này khác biệt với loại thứ nhất (đi kèm với electron). Steinberger, Lederman và Schwartz đăng kết quả nghiên cứu của họ trong tạp chí Physical Review Letters năm 1962.
Ông đã tặng huy chương Nobel của mình cho trường trung học New Trier mà ông từng học ở Winnetka, Illinois Hoa Kỳ.
Ông được trao Huân chương Khoa học Quốc gia năm 1988 bởi tổng thống Ronald Reagan và huy chương Matteucci năm 1990 từ Viện hàn lâm khoa học Ý.

## Một số nghiên cứu chọn lọc
- Steinberger, J. & A. S. Bishop. "The Detection of Artificially Produced Photomesons with Counters", Radiation Laboratory, University of California-Berkeley, United States Department of Energy (through predecessor agency the Atomic Energy Commission), (ngày 8 tháng 3 năm 1950).
- Steinberger, J., W. K. H. Panofsky & J. Steller. "Evidence for the Production of Neutral Mesons by Photons", Radiation Laboratory, University of California-Berkeley, United States Department of Energy (through predecessor agency the Atomic Energy Commission), (April 1950).
- Panofsky, W. K. H., J. Steinberger & J. Steller. "Further Results on the Production of Neutral Mesons by Photons", Radiation Laboratory, University of California-Berkeley, United States Department of Energy (through predecessor agency the Atomic Energy Commission), (ngày 1 tháng 10 năm 1950).
- Steinberger, J. "Experimental Survey of Strange Particle Decays", Columbia University, Nevis Laboratories, United States Department of Energy (through predecessor agency the Atomic Energy Commission), (June 1964).
- Steinberger, J. (2005). Learning about particles: 50 privileged years. Berlin: Springer. ISBN 3-540-21329-5. OCLC 56654442.

## Đời sống cá nhân
Steinberger kết hôn hai lần, lần đầu với Joan Beauregard và lần thứ hai với cựu sinh viên của ông và là nhà sinh học Cynthia Alff. Với mỗi người vợ ông có hai người con. Con trai Ned Steinberger là sáng lập viên công ty Steinberger sản xuất guitar không đầu (headless guitars) và bass, và con gái Julia Steinberger là một nhà kinh tế sinh thái học tại đại học Lausanne. Là người theo chủ nghĩa vô thần và chủ nghĩa nhân văn, Steinberger là một thành viên của hội Viện hàn lâm nhân văn quốc tế (International Academy of Humanism). Trong tự thuật, ông là người thích chơi tennis, leo núi và chèo thuyền.
Ông mất ngày 12 tháng 12 năm 2020 tại nhà riêng ở Geneva, hưởng thọ 99 tuổi.